# Abdulkhan Bandidammen
Abdulkhan Bandidammen ligger  i distriktet Forish i provinsen Dzjizzach, Uzbekistan. Dammen byggdes på medeltiden av Akhmadali Nayman atalik och var en viktig milsten för centralasiens hydroteknik..

## Världsarvsstatus
Den 18 januari 2008 sattes dammen upp på Uzbekistans tentativa världsarvslista.